# Hochschule Darmstadt
Die Hochschule Darmstadt, University of Applied Sciences (h_da) (von der Gründung 1971 bis 2006 Fachhochschule Darmstadt) ist eine staatliche Fachhochschule für Angewandte Wissenschaften in Darmstadt. Sie gehört zu den zehn größten in Deutschland. Sie hat als eine von dreien in Hessen in bestimmten Fachbereichen ein eigenständiges Promotionsrecht. Die Hochschule ist Teil des IT-Clusters Rhein-Main-Neckar und Mitglied des Verbands Hochschulen für Angewandte Wissenschaften Hessen.

## Geschichte

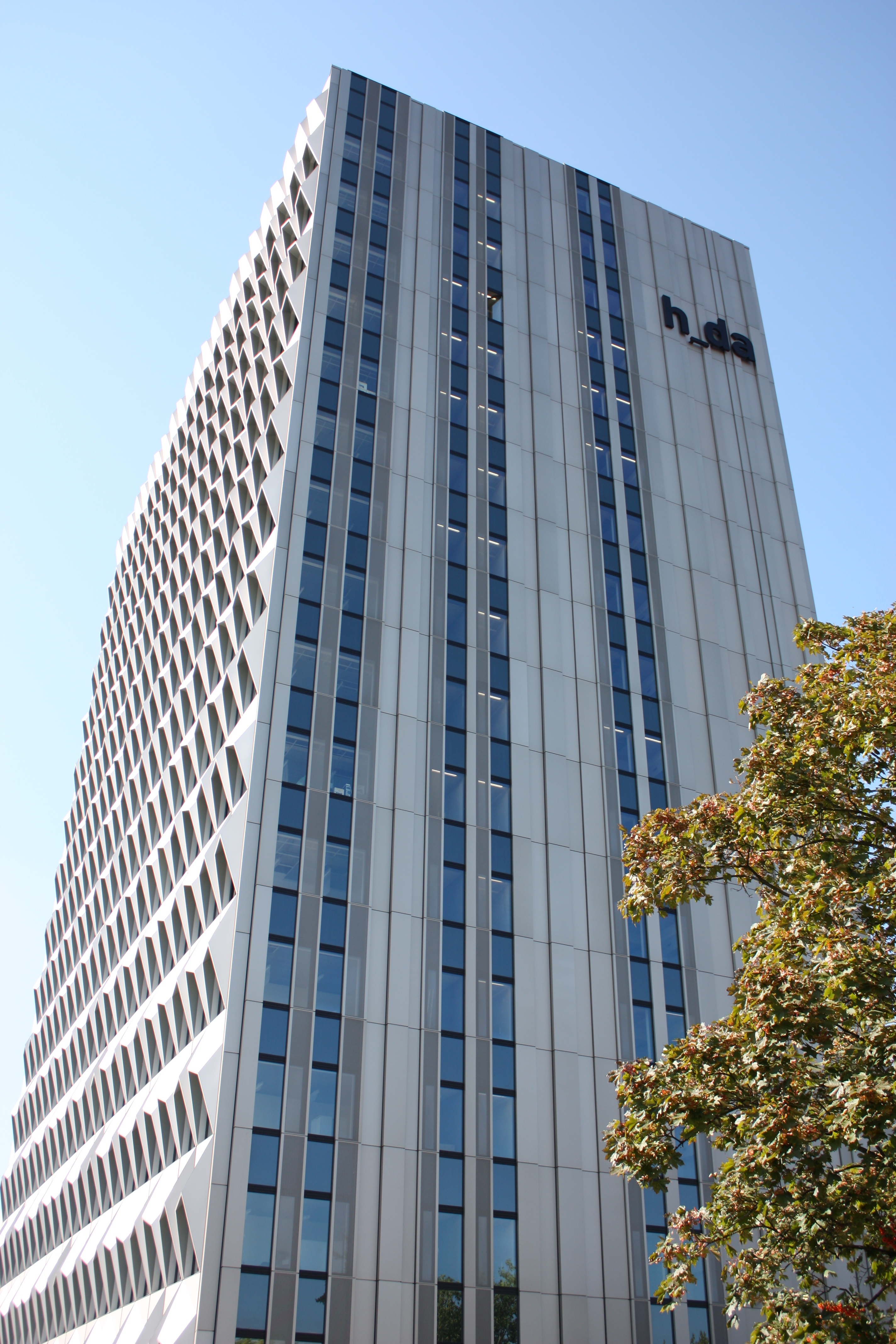
Hochhausgebäude (C10) der Hochschule Darmstadt

Die Fachhochschule Darmstadt ging aus mehreren Einrichtungen hervor, deren Geschichte bis in das 19. Jahrhundert zurückreichen und wurde in ihrer heutigen Rechtsform 1971 gegründet. Im Wintersemester 1876/77 begann die Hessische Landesbaugewerkschule Darmstadt unter der Trägerschaft des Großherzogtums Hessen mit dem Unterricht. Später entwickelte sich daraus die Ingenieurschule für Bauwesen Darmstadt. Hierauf gehen die Fachbereiche Architektur und Bauingenieurwesen der heutigen Hochschule zurück. Der Fachbereich Gestaltung hat seine Ursprünge in den 1907 gegründeten Großherzoglichen Lehr-Ateliers für angewandte Kunst, seit 1950 Werkkunstschule Darmstadt. Als Städtische Maschinenbauschule Darmstadt, später Ingenieurschule für Maschinenwesen, entstand 1919 der Vorreiter des Fachbereichs Maschinenbau. 1941 wurde die Abteilung Chemotechnik an der Städtischen Handelsschule Darmstadt eingerichtet; die Abteilung ist über die Staatliche Chemieschule – Ingenieurschule im heutigen Fachbereich Chemie und Biotechnologie aufgegangen. Eine weitere Vorgängereinrichtung ist die Fachschule für sozialpädagogische Berufe.
Die Ingenieurschule für Bauwesen Darmstadt, die Staatliche Ingenieurschule für Maschinenwesen und die Staatliche Chemieschule wurden 1968 zusammengelegt. Aufgrund des Gesetzes über die Fachhochschulen im Lande Hessen wurde am 1. August 1971 die Fachhochschule Darmstadt gegründet, die 2000 die Fachhochschule Dieburg übernahm. 2006 wurde die Fachhochschule Darmstadt in Hochschule Darmstadt, University of Applied Sciences umbenannt.

### Promotionsrecht
Als erstes Bundesland räumte Hessen seit 2016 den dortigen Fachhochschulen unter bestimmten Voraussetzungen in Bezug auf die Forschungstätigkeit das Recht ein, auch ohne Zusammenarbeit mit einer Universität oder gleichgestellten Hochschule allein oder gemeinsam im Rahmen von „Promotionszentren“ zu promovieren. Zusammen mit der Hochschule Fulda, der Hochschule Rhein-Main und der Frankfurt University of Applied Sciences betreibt die Hochschule Darmstadt ein Promotionszentrum für Angewandte Informatik, an dem Studierende November 2017 promoviert werden können. Seit 2019 gehört die Hochschule Darmstadt dem 2017 von den drei oben genannten Hochschulen gegründeten Promotionszentrum für das Fach Soziale Arbeit an. Seit März 2019 betreibt die Hochschule Darmstadt ein eigenes Promotionszentrum im Bereich Nachhaltigkeitswissenschaften.

## Hochschule

Altes Logo der Fachhochschule Darmstadt (FHD)

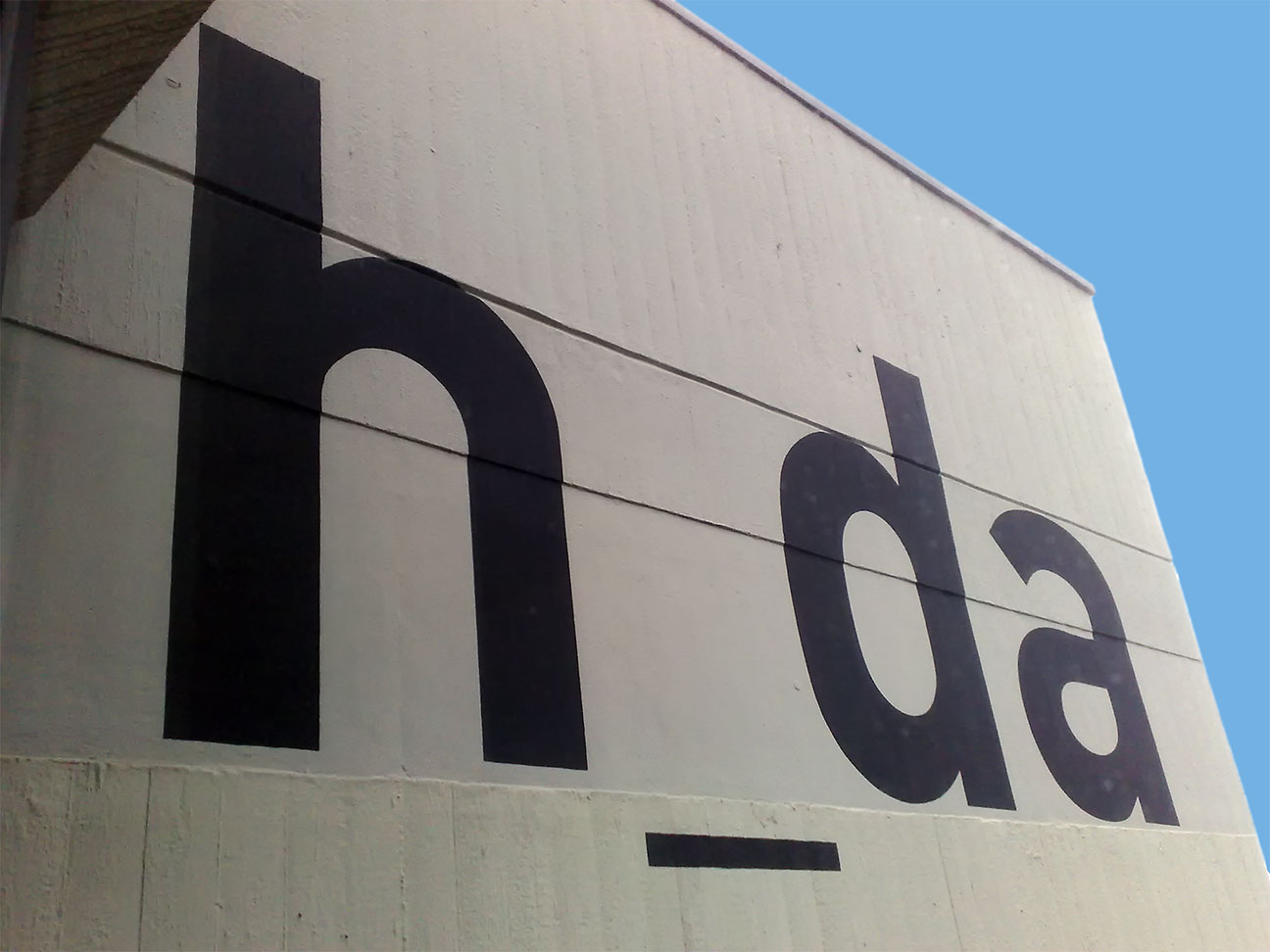
h_da Logo am Gebäude A12

Die Hochschule Darmstadt ist in den letzten zehn Jahren von etwa 10.000 auf ca. 17.000 Studierende (Wintersemester 2018/19) angewachsen. Einen Schwerpunkt bilden Studierende der Ingenieur- und Informationswissenschaften, aber auch Media und Wirtschaft sind vielvertretene Fachbereiche.
Der Fachbereich Gesellschaftswissenschaften bietet Studiengänge in Informationsrecht, Wirtschaftspsychologie, Angewandten Sozialwissenschaften und im Risiko- und Nachhaltigkeitsmanagement an. Einmalig ist das am Fachbereich Gesellschaftswissenschaften angesiedelte sozial- und kulturwissenschaftliche Begleitstudium (SuK) der Hochschule Darmstadt. Seit der Gründung der Hochschule bildet das SuK Bestandteil der studentischen Ausbildung und wird von einer interdisziplinär zusammengesetzten Organisationseinheit innerhalb des Fachbereichs ausgerichtet.
Die Hochschule ist im Bereich der berufsbegleitenden Weiterbildung tätig. Das auf die Anforderungen der Wirtschaft intensiv zugeschnittene Studienangebot richtet sich somit auch verstärkt an Berufstätige, so wie der Studiengang „Internationale Betriebswirtschaftslehre“. Ferner kann man an der Darmstädter Hochschule auch an Weiterbildungsprogrammen der Informatik teilnehmen, die in Zusammenarbeit mit der französischen Hochschule Conservatoire National des Arts et Métiers (CNAM) angeboten werden. Das Bachelorstudium Internationale Betriebswirtschaftslehre ist in vier Jahren berufsbegleitend möglich.
Die Hochschule Darmstadt verfügt über mehrere Standorte in Darmstadt sowie Dieburg. Auf der Mathildenhöhe lernen die Kommunikations- und Industrie-Studierenden; der Fachbereich Soziale Arbeit befindet sich in der Stadtmitte; die übrigen Darmstädter Fachbereiche sind auf dem Hochschulgelände im Verlegerviertel (Schöfferstraße, Haardtring) untergebracht. In Dieburg wird in innovativer Atmosphäre Wirtschaft oder Medien gelehrt.
Zum Wintersemester 2006/2007 wurde die Anzahl der Fachbereiche von 15 auf 12 verringert. Das Lehrangebot wurde weiter ausgebaut. Der Standort in Dieburg wurde bis 2007 zu einem Zentrum für Medien, Information und Journalismus erweitert. Das Hochhaus C10 wurde 2011 durch das Berliner Architekturbüro Staab Architekten energetisch saniert. Für die Gestaltung erhielten die Architekten dafür den Deutschen Fassadenpreis für vorgehängte hinterlüftete Fassaden (VHF) 2013.

### Campus Darmstadt
Der Campus Darmstadt liegt hauptsächlich am Hochhaus in der Schöfferstraße und in wenig entfernten, ehemaligen Dugena-Gebäuden am Haardtring 100. Hier finden sich die Fachbereiche Architektur, Bauingenieurwesen, Chemie und Biotechnologie, Elektrotechnik und Informationstechnik, Gesellschaftswissenschaften, Informatik, Maschinenbau und Kunststofftechnik, Mathematik und Naturwissenschaften. Zudem befinden sich hier mehrere Mensen, die Verwaltungsbüros von AStA, Medienzentrum, International Office, Student Service Center sowie das Zentrum für Forschung und Entwicklung.

### Campus Mathildenhöhe
Der Campus Mathildenhöhe ist mit der kleinste Campus der Hochschule, hebt sich aber durch seine unmittelbare Nähe zum Hochzeitsturm, dem Wahrzeichen der Stadt Darmstadt, im Besonderen hervor. An diesem Campus findet sich der Fachbereich Gestaltung mit seinen Studiengängen Industrie- und Kommunikations-Design sowie Fotografie.

### Campus Dieburg

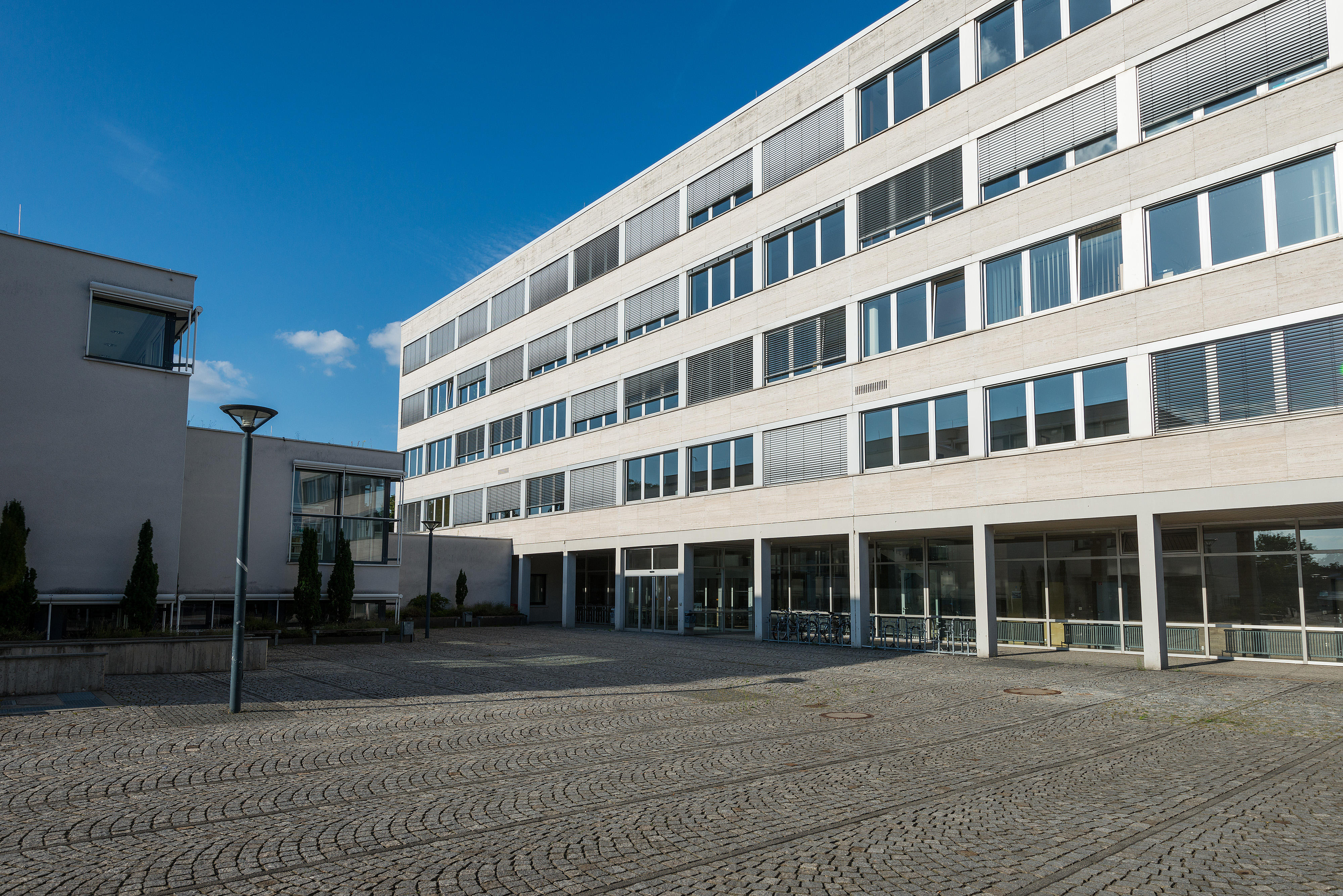
Hauptgebäude auf dem Campus Dieburg

Der seit dem Jahr 2000 zur Hochschule Darmstadt gehörende Standort Dieburg (vorher: Fachhochschule Dieburg) wird auch gelegentlich als „Wirtschafts- und Mediencampus“ bezeichnet. In der ehemaligen Ingenieur-Akademie sind die medialen sowie die wirtschafts- und informationswissenschaftlichen Studienangebote konzentriert. Dazu gehören die Bachelor-Studiengänge Animation & Game, Augmented and Virtual Reality Design, Betriebswirtschaftslehre, Informationswissenschaften, Interactive Media Design, International Media Cultural Work, Motion Pictures, Onlinejournalismus, Onlinekommunikation und Sound, Music and Production. An Masterstudiengänge werden Betriebswirtschaftslehre, Informationswissenschaft, Expanded Media sowie Media, Technology and Society angeboten. Die Forschungs- und Entwicklungsprojekte des Mediencampus werden im Institut für Kommunikation und Medien (ikum) gebündelt. Außerdem hat am Campus ein Kompetenzzentrum für Social Media und E-Learning, der eBusiness-Lotse Darmstadt-Dieburg, seinen Sitz.

## Ausland
Die Hochschule Darmstadt unterhält Beziehungen zu insgesamt etwa 80 Hochschulen im Ausland, mit denen in den Bereichen Lehre und Forschung zusammengearbeitet wird. Allein mit zehn Partnerhochschulen in den Staaten Osteuropas pflegt die Hochschule Darmstadt Kontakte. Zur Unterstützung dieser Aktivitäten bietet die Hochschule Darmstadt ein Sprachenprogramm an. Das Programm umfasst neben den Amtssprachen der Europäischen Union auch spezielle Angebote für ausländische Studierende und Vorbereitungskurse, die zu international anerkannten Zertifikaten führen.
Im Rahmen der international ausgerichteten Studienprogramme bietet die Hochschule Darmstadt ihren Absolventen und denen anderer Hochschulen in der Elektrotechnik die Möglichkeit, in einem 15-monatigen Vollzeitstudium den international anerkannten Titel „Master of Science“ (M.Sc.) zu erwerben. Im Rahmen dieses Studiums können Fach- und Führungskompetenzen im Fachgebiet „Electrical Engineering / System Design and Technology“ erworben werden, wie sie von Ingenieuren in leitenden Positionen auf dem europäischen Arbeitsmarkt verlangt werden.
Seit November 2020 ist die Hochschule Darmstadt Teil der Initiative European University of Technology (EUt+), bei der sie mit sieben weiteren Partnerhochschulen in Europa und von der EU-Kommission gefördert daran arbeitet, die „Europäischen Hochschule“ als neuen Hochschultyp zu prägen.

## Werte

### Innovation
Die h_da ist aktiv an der Weiterentwicklung der Digitalisierung beteiligt. Vertreten wird dieser Schwerpunkt in den Forschungszentren ‚Applied Computer Science Research‘, ‚Digital Communication and Media Innovation Research Center‘ und der Mitarbeit im ‚National Research Center for Applied Cybersecurity (ATHENE)‘ sowie dem ‚Hessian Center for Artificial Intelligence (hessian.ai)‘.
Im Bereich Nachhaltigkeitsentwicklung ist die Hochschule mit ihrem Promotionszentrum für Nachhaltigkeitswissenschaften Vorreiter in Deutschland. Dieses ist eng vernetzt mit den hochschuleigenen Forschungszentren ‚Sustainable Processes and Procedures‘ und ‚Materials and Process Technology‘. Die Forschungen tragen maßgeblich zum EUT+ Programm ‚European Sustainability Science Lab‘ bei.
Die Hochschule Darmstadt ist durch seine Institutionen, Forschungszentren und Initiativen Innovationstreiber und Impulsgeber in Mobilität und Energie, und trägt zur Weiterentwicklung wissenschaftlich basierter Möglichkeiten und der Projektverwirklichung sowie Beratung öffentlicher und privater Akteure bei. Unter der Leitung der h_da wurden der erste hessische Radschnellweg und der kommunale Radlieferdienst LieferradDA implementiert. Im Labor für Elektromobilität wird an elektrischen Antrieben und Batteriemanagement, Wasserstoff sowie Brennstoffzellen geforscht. Im Kontext erneuerbarer Energien arbeitet die h_da unter anderem an der optimierten Nutzung der Netzinfrastruktur, dem Einsatz von Eisen als Energiespeicher oder modernen Wasserrädern. Die Projekte sind von der inter- und transdisziplinären sowie wirtschafts- und praxisnahen Arbeitsmethode der Hochschule geprägt.

### Demokratie
Die Hochschule Darmstadt setzt sich für Meinungsfreiheit, Toleranz und ein demokratisches Miteinander ein. Unter der Antidiskriminierungsstelle werden kontroverse Debatten wie die um den Gazakrieg in akademischem Umfeld thematisiert. Der Campus und seine Mitglieder sei ein ‚safe space‘ (Prof. Dr. Meron Mendel, Direktor des Anne Frank Bildungszentrums), in dem eine friedliche und demokratische Diskussionsbasis verwirklicht werde (Prof. Dr. Arnd Steinmetz, Präsident der h_da).

### Familienfreundlichkeit
Die Hochschule Darmstadt wurde 2015, 2019 und 2023 vom Hessischen Ministerium des Inneren, für Sicherheit und Heimatschutz (HMdI) als ‚familienfreundliche Hochschule Land Hessen‘ ausgezeichnet. Dies zeichnet sich auch am umfangreichen Angebot berufsbegleitender sowie dualer Studiengänge sowie zahlreichen Betreuungs- und Unterstützungsinitiativen aus.

### Pionierarbeit
Im Juli 2023 wurde mit Abschluss der Promotion erstmals der Titel ‚Doktor der Nachhaltigkeitswissenschaften‘ in Deutschland an der h_da vergeben. Das am Puls der Zeit innovativ gegründete Promotionszentrum für Nachhaltigkeitswissenschaften bleibt weiterhin einmalig in Deutschland.
Die h_da bietet vier in Deutschland einmalige Studiengänge an. Der Studiengang „Optotechnik und Bildverarbeitung“, der 1997 als Diplomstudiengang startete und mittlerweile als Bachelor- und Masterstudium angeboten wird, gehört zu den Ingenieurstudiengängen und lehrt, wie Mensch und Maschine mittels optischer Technologien die Umwelt erfassen und mit Hilfe der Bildverarbeitung über das mit dem bloßen Auge erkennbare hinaus verstehen können. Im Mittelpunkt des ehemaligen Diplom-Studiengang „Informationsrecht“, stehen Rechtsfragen rund um das World Wide Web. Verknüpft werden interdisziplinäres Recht, Technik und Ökonomie. Einzigartig bleibt auch der seit 2014 angebotene Bachelor-Studiengang Onlinekommunikation (B.Sc.) mit den möglichen Schwerpunkten Online Marketing, Public Relations und Corporate Learning. Als englischsprachiger Studiengang angeboten, kann ein Masterabschluss in „Electrical Engineering“ erworben werden. Bis 2017 bestand zudem der viersemestrige „Joint International Master Informatik“, den die Hochschule Darmstadt in Zusammenarbeit mit amerikanischen und australischen Hochschulen anbot.

## Wirtschaft
Zur Kooperation mit Wirtschaftsunternehmen und Forschungseinrichtungen wurde 2001 das Zentrum für Forschung, Entwicklung und Transfer gegründet.
Die Hochschule Darmstadt ist Mitglied des House of IT, einer öffentlich-privaten Partnerschaft zur Förderung innovativer Informations- und Kommunikationstechnologien in Europa.

### Ranking
Ein Hochschulranking von Wirtschaftswoche und Zeit stuft die Hochschule Darmstadt unter den bundesweit besten Hochschulen Deutschlands ein. Demnach gehören die Absolventen zu jenen, die Unternehmenserwartungen besonders gut erfüllen.

## Präsidium

### Rektoren/Präsidenten
- Thomas Geil (Gründungsrektor der Fachhochschule Darmstadt von 1971 bis 1974)
- Eberhard Warkehr (Rektor von 1975 bis 1979)
- Hans-Jürgen Zubrod (Rektor von 1980 bis 1984)
- Manfred Kremer (Rektor von 1984 bis 1992)
- Christoph Wentzel (Präsident von 2000 bis 2004)[19]
- Maria Overbeck-Larisch (Erste Präsidentin der (Fach-)Hochschule Darmstadt von 2004 bis 2010)
- Ralph Stengler (Präsident von 2010 bis 2022)
- Arnd Steinmetz (Präsident seit 2022)

### Kanzler
- Walter Preu (Verwaltungsdirektor/Kanzler 1971 bis 1988)
- Ellen Göbel (Kanzlerin 1991 bis Sommer 2014)
- Ralph Stengler (Kanzler von Sommer 2014 bis Frühjahr 2015)
- Norbert Reichert (Kanzler von Sommer 2015 bis Herbst 2021)
- Ralph Stengler (Kanzler von Herbst 2021 bis Frühjahr 2022)
- Thomas Bartnitzki (Kanzler seit Frühjahr 2022)

## Fachbereiche und Studiengänge
Hier werden nur die aktuell angebotenen Studiengänge aufgelistet. Ablaufende Diplom-Studiengänge, ergänzende Begleitstudienfächer und einige kooperative Studiengänge werden hier nicht aufgeführt.
| Fachbereich                            | Studiengänge (Akademischer Grad) |
| -------------------------------------- | --- |
| Architektur                            | Architektur (B.Eng.) Architektur (M.Eng.) Innenarchitektur (B.Eng.) Innenarchitektur (M.Eng.) |
| Bauingenieurwesen                      | Bauingenieurwesen (B.Eng.) Bauingenieurwesen (M.Eng.) Umweltingenieurwesen (B.Eng.) Umweltingenieurwesen (M.Eng.) |
| Chemie- und Biotechnologie             | Biotechnologie (B.Sc.) Technische Chemie (B.Sc.) Chemie Dual (B.Sc.) Chemie- und Biotechnologie (M.Sc.) |
| Elektrotechnik und Informationstechnik | Elektrotechnik und Informationstechnik (B.Eng.) Electrical Engineering (englischsprachig) (M.Sc.) Elektrotechnik und Informationstechnik (Fernstudiengang) (B.Eng.) Anm. 1 Elektrotechnik (Fernstudiengang) (M.Sc.) Anm. 1 Gebäudesystemtechnik (B.Eng.) Wirtschaftsingenieurwesen (B.Sc. und M.Sc.)                                                                                      |
| Soziale Arbeit                         | Soziale Arbeit (B.A.) Soziale Arbeit (M.A.) |
| Gesellschaftswissenschaften            | IT-Recht (LL.B.) Internationales Lizenzrecht (LL.M.) Wirtschaftspsychologie (B.Sc.) Angewandte Sozialwissenschaften (B.A.) Angewandte Sozialwissenschaften (M.A.) Risk Assessment and Sustainability Management (RASUM; M.Sc.) |
| Gestaltung                             | Industriedesign (Dipl. Designer (FH)) Kommunikationsdesign (Dipl. Designer (FH)) |
| Informatik                             | Informatik (B.Sc.) Kooperativer Studiengang Informatik (B.Sc.) Informatik (M.Sc.) Kooperativer Studiengang Informatik (M.Sc.) Joint International Master (englischsprachig) (M.Sc.) CNAM-Studium für Berufstätige (B.Eng.) CNAM-Studium für Berufstätige (M.Eng.) |
| Maschinenbau und Kunststofftechnik     | Allgemeiner Maschinenbau (B.Eng.) Maschinenbau (M.Sc.) Kunststofftechnik (B.Eng.) Kunststofftechnik (M.Sc.) Automobilentwicklung (M.Sc.) Mechatronik (B.Sc.) Mechatronik (M.Sc.) |
| Mathematik und Naturwissenschaften     | Angewandte Mathematik (B.Sc.) Angewandte Mathematik (M.Sc.) Data Science (M.Sc.) Optotechnik und Bildverarbeitung (B.Sc.) Optotechnik und Bildverarbeitung (M.Sc.) |
| Media                                  | Animation and Game (B.A.) Augmented and Virtual Reality Design(B.A.) Information Science (B.Sc.) Information Science (M.Sc.) User Experience Design (B.A.) International Media Cultural Work (M.A.) Leadership in the Creative Industries (M.A.) Medienentwicklung (M.A.) Motion Pictures (B.A.) Online-Journalismus (B.A.) Onlinekommunikation (B.Sc.) Sound and Music Production (B.A.) |
| Wirtschaft                             | Betriebswirtschaftslehre (B.Sc.) Betriebswirtschaftslehre (M.Sc.) Internationale Betriebswirtschaftslehre (B.Sc.) Master of Business Administration (M.Sc.) Global Master of Business Administration (M.Sc.) Energiewirtschaft (B.Sc.) Energiewirtschaft (M.Sc.) Logistikmanagement (B.Sc.)                                                                                               |

## Forschung
Forschung, Entwicklung und Transfer ist eine Initiative der Hochschule Darmstadt, die sich in innovativen Forschungsprojekten zu zeitgemäßen Forschungsthemen niederschlägt. Dabei kooperiert die Hochschule Darmstadt auf vielfältige Weise und beteiligt sich an Forschungsinitiativen. Die Vernetzung nach innen und außen sowie die Stärkung forschungsbezogener Kooperationen und reger Wissens- und Technologietransfer werden aktiv gefördert. Dazu wird zu den verschiedensten Veranstaltungen mit regen Diskussionen eingeladen, Information und Beratung geboten sowie der wissenschaftliche Nachwuchs gefordert.
Der Fokus liegt stets auf Interdisziplinarität, die sich in der Formierung von Zusammenschlüssen Forschender in übergreifenden Forschungszentren und Promotionszentren widerspiegelt.

### Promotionszentren
- Promotionszentrum Angewandte Informatik[25]
- Promotionszentrum Nachhaltigkeitswissenschaften[26]
- Promotionszentrum Soziale Arbeit[27]

Unter dem Programm 'Cooperative Doctorate' arbeitet die Hochschule zusätzlich mit Partneruniversitäten zusammen, die es Absolventen ermöglichen, in einem derer Schwerpunkte weiterhin am Forschungszentrum der h_da zu promovieren.

### Forschungsinstitute
- Institut für Angewandte Informatik Darmstadt (aiDa)
- Institut für Informationsrecht (i2r)
- Institut für Kommunikation und Medien (ikum)[29]
- Institut für Kunststofftechnik Darmstadt (ikd)

### Forschungszentren
- Forschungszentrum Angewandte Informatik[30]
- Forschungszentrums Digitale Kommunikation und Medien-Innovation[31]
- Forschungszentrums Material- und Prozesstechnik[32]
- Forschungszentrums nachhaltige Prozesse und Verfahren[33]

### Forschungsgruppen
- Labor für Optische Diagnosemethoden und Erneuerbare Energien (ODEE)[34]
- Assisted Working and Automation (AWA)[35]
- Biometrics and Internet Security (da/sec)[36]
- Human-Computer Interaction & Visual Analytics (VIS)[37]

## Kooperation mit Instituten und Forschungsgruppen
- Editions- und Forschungsstelle Frank Wedekind (EFW)
- Gesellschaft zur Förderung technischen Nachwuchses Darmstadt e. V. (GFTN)
- Arbeitsgruppe für Elektronische Mikrosysteme (µSYST)
- Sonderforschungsgruppe Institutionenanalyse (sofia)
- Center for Robotics and Automation (CRA)
- Competence Center for Applied Sensor Systems (CCASS)
- Netzwerk- und Virtualisierungs-Competence Center (nvcc)
- Zentralstelle für Fernstudien an Fachhochschulen (ZFH): Koordinierung des Fernstudiengangs Elektrotechnik (M.Sc.)
- Nationales Forschungszentrum für angewandte Cybersicherheit (ATHENE)
- Institut für Reaktive Strömungen und Messtechnik (RSM)[38]

## Partnerinstitute und -universitäten (incl. Erasmus-Vereinbarungen)
- Bulgarien
  - Technische Universität Sofia (EUt+)
- Deutschland
  - Hochschule Fulda
  - Hochschule RheinMain
  - Frankfurt University of Applied Sciences
- Frankreich
  - Technische Universität Troyes (EUt+)
- Indien
  - Indian Institute of Technology Bombay
  - Indian Institute of Technology Kharagpur
- Irland
  - Munster Technological University
  - Technological University Dublin (EUt+)
- Italien
  - Sapienza – Università di Roma
- Japan
  - Universität Kyūshū
- Lettland
  - Technische Universität Riga (EUt+)
- Luxemburg
  - Université du Luxembourg
- Rumänien
  - Technische Universität Cluj-Napoca (EUt+)
- Russland
  - Lomonossow-Universität Moskau
  - Staatliche Universität Uljanowsk
- Schweden
  - Universität Stockholm
- Singapur
  - National University of Singapore
  - Ngee Ann Polytechnic
- Spanien
  - Technische Universität Cartagena (EUt+)
  - Universidad de Granada
- Vereinigtes Königreich
  - Coventry University
  - Plymouth University
  - University of Bristol
  - University of Southampton
  - University of the Arts London
- Vereinigte Staaten
  - California Polytechnic State University
  - Illinois Institute of Technology
  - Louisiana State University
  - Ohio State University
  - University of Massachusetts Boston
  - University of Massachusetts Lowell
  - University of Michigan
  - University of Wisconsin-Stout
  - University of Wisconsin-Platteville
- Zypern
  - Technische Universität Zypern (EUt+)

## Standorte
- Mathildenhöhe (Kommunikations- und Industriedesign), Lage: 49° 52′ 38″ N, 8° 40′ 7″ O
- Stephanstraße (Chemie und Biotechnologie), Lage: 49° 51′ 57,2″ N, 8° 38′ 14,3″ O
- Stadtmitte (Soziale Arbeit), Lage: 49° 52′ 14,5″ N, 8° 38′ 37″ O
- Campus Dieburg Mediencampus (Wirtschafts- und Informationswissenschaften, Media), Lage: 49° 54′ 3″ N, 8° 51′ 24″ O
- Hochschule Hochschulgelände/Verlegerviertel, Lage: 49° 52′ 0″ N, 8° 38′ 15″ O
- Bauingenieurwesen/Kunststofftechnik – Haardtring, Lage: 49° 51′ 59″ N, 8° 38′ 0″ O Das 16 Stockwerke umfassende Gebäude C10 aus dem Jahre 1963 wurde innerhalb zweier Jahre bis 2012 saniert. Hierbei wurden neueste Einsparmöglichkeiten auf dem Gebiet der Energie ausgenutzt, der Zugang zu allen Bereichen barrierefrei gestaltet und Arbeit- und Seminarplätze für 1800 Studierende sowie 175 Professoren und Angestellte der Hochschule geschaffen.[39]
- Zwei Mensen in Darmstadt und eine Mensa in Dieburg
- Gästehaus: Fichteburg
- Villa Ostermann

## Persönlichkeiten
- Arthur Wienkoop (1864–1941), Professor und Direktor an der damaligen Landesbaugewerkschule
- Wilhelm Koban (1885–1961), studierte an der Landesbaugewerkschule Darmstadt
- Willi Hofferbert (1896–1972), studierte ab 1919 an der Darmstädter Kunstgewerbeschule
- Heinrich Winter (1898–1964), war Dozent für Baugeschichte an der Staatsbauschule Darmstadt
- Walter Fritsch (1899–1987), war Dozent an der Ingenieurschule für Maschinenwesen
- Charlotte Prinz (1904–1993), studierte an der Werkkunstschule Darmstadt (1951–1954)
- Edmund Gassner (1908–2004), Lehrbeauftragter
- Helmut Lortz (1920–2007), Dozent an der Werkkunstschule Darmstadt (1952–1959)
- Heinz Hemrich (1923–2009), Student
- Helmut Lander (1924–2013), Student
- Hans Peter Richter (1925–1993), Professor für Wissenschaftsmethoden und Soziologie
- Karl-Heinz Schelling (1925–2009), Lehrbeauftragter und späterer Professor (1969–1987)
- Beate Kuhn (1927–2015), Studentin (1951–1953)
- Albin Sättler (1927–1998), Student
- Dietrich Neumann (1929–2023), Professor für Architektur
- Werner Schürmann (1929–2012), Studium der Bildhauerei an der Darmstädter Kunstschule
- Reinhold Zwickler (1933–2023), Professor
- Erika Fellner (* 1934), Dozentin in den Fachbereichen Sozialarbeit und Sozialpädagogik
- Siegbert Keller (1937–2015), Lehrbeauftragter
- Heinz Habermann (1938–2022), Professor
- Barbara Klemm (* 1939), Honorarprofessorin
- Victor Pfaff (* 1941), Fachhochschullehrer
- Bernd Riege (* 1941), studierte Maschinenbau/Kunststofftechnik (1968–1971)
- Jürgen Frauenfeld (* 1942), Student (1964–1967)
- Jürgen Schwake (* 1942), Professor an der wirtschaftswissenschaftlichen Fakultät
- Werner Burgheim (* 1942), Professor für Sozialpädagogik, Krisenpädagogik und Didaktik der Erwachsenenbildung an der Fachhochschule Darmstadt (1975–2007)
- Brian Bagnall (1943–2020), Gastdozent (1981–1984)
- Dietrich Harke (* 1943), Professor für Patentrecht und Urheberrecht
- Rainer Erd (* 1944), von 1993 bis 2010 Professor für Informationsrecht und Studiengangsleiter
- Katrine von Hutten (1944–2013), Studentin (1970–1972)
- Otto Keck (* 1944), Professor für das Fach Politikwissenschaft (1995–1999)
- Wolfgang Lorenz (* 1944), Professor für Rechtswissenschaft
- Jochem Unger (1944–2023), lehrt Wärme-, Regelungs- und Umwelttechnik
- Peter Riemann (* 1945), studierte Mediation
- Rodrigo Jokisch (* 1946), Professor für Soziologie der Technik (seit 2006)
- Dieter Villinger (* 1947), Student (1968–1971)
- Franz Schulz (* 1948), studierte Kunst
- Hans-Joachim Heist (* 1949), studierte Bauingenieurwesen
- Alexander Roßnagel (* 1950), von 1984 bis 1992 Professor
- Karin Pranghofer (* 1951), studierte mit dem Abschluss als Sozialpädagogin
- Steffen Kind (* 1952), Professor im Fachbereich Bauingenieurwesen
- Jakob Kreidl (* 1952), studierte Nachrichtentechnik an der damaligen Fachhochschule der Deutschen Bundespost in Dieburg
- Hans Joachim Mendig (* 1953), seit 2019 Honorarprofessor für Film und Medien am Fachbereich Media
- Hartmut Winkler (* 1953), begann 1972 ein Architektur-Studium an der FH Darmstadt, das er 1975 mit dem Diplom beendete
- Rainer Lind (* 1954), studierte Diplomdesigner und lehrte ab 1985 an der Fachhochschule Darmstadt im Fachbereich Gestaltung die Grundlehre Zeichnen
- Lorenz Lorenz-Meyer (* 1956), Professor im Studiengang Online-Journalismus
- Dirk Metz (* 1957), Lehrauftrag am Fachbereich Gesellschaftswissenschaften (WS 2009/2010)
- Albert Scherr (* 1958), Professor für Soziologe und Jugendarbeit (1990–2001)
- Harald-Alexander Klimek (* 1959), Student 1983–1988
- Anne Lenze (* 1959), Professorin für Familien-, Jugendhilfe- und Sozialrecht am Fachbereich Sozialpädagogik
- Friederike Herrmann (* 1960), Professorin
- Michael Kerstgens (* 1960), Professor für Fotografie
- Klaus Peter Schellhaas (* 1960), studierte Sozialpädagogik und schloss 1984 als Diplom-Sozialpädagoge ab
- Jochen Partsch (* 1962), war bis 2006 Dozent für gemeinwesenorientierte Beschäftigungsförderung in benachteiligten Stadtteilen
- Martin Topel (* 1962), studierte Industriedesign
- Katrin Thomas (* 1963), studierte Visuelle Kommunikation (1983–1990)
- Florian Mitgutsch (* 1964), studierte Kommunikations-Design mit Schwerpunkt Illustration (1987–1993)
- Michael Schacht (* 1964), studierte Grafik-Design
- Friedrich Forssman (* 1965), studierte Grafikdesign
- Michael Urselmann (* 1966), Professor für Fundraising (2004)
- Petra Knyrim (* 1967), studierte Kommunikationsdesign und Typografie
- Annette Leßmöllmann (* 1968), Professorin für Wissenschaftsjournalismus
- Martin Rendel (* 1968), studierte Industriedesign
- Thomas Hayo (* 1969), studierte Visuelle Kommunikation
- Athenagoras Ziliaskopoulos (* 1970), war Lehrbeauftragter am Fachbereich Sozial- und Kulturwissenschaften
- Vanja Vukovic (* 1971), studierte Kommunikationsdesign (1994–2000)
- Matthias Görlich (* 1975), studierte Kommunikationsdesign
- Sebastian Dehmer (* 1982), studierte Gestaltung
- Henri Junghänel (* 1988), studierte Maschinenbau
- Kim Kulig (* 1990), studiert Innenarchitektur
- Patrick Büchting (* 1998), studierte im Bereich Film und Medien

## Sonstiges
Auf dem Dach des Hochhauses (Gebäude C10) befanden sich bis zur Sanierung des Gebäudes im Jahr 2009 die UKW-Sender für folgende Hörfunk-Programme:
- Radio Darmstadt (103,4 MHz; 0,32 kW)
- Radio Bob (92,4 MHz; 0,2 kW)
- Main FM (100,8 MHz; 0,5 kW)

Außerdem befindet sich hier das Darmstädter Amateurfunkrelais mit dem Rufzeichen DB0FDA:
- 70-cm-Band (Ausgabe: 438,5875 MHz)
- APRS-Digipeater (Eingabe: 144,8 MHz)
- D-ATV-Relais (Sendefrequenz: 1291 MHz; Symbolrate: 4,286 Mbit/s)